# Cristian (Sibiu)
Cristian (in ungherese Kereszténysziget, in tedesco Großau) è un comune della Romania di 3955 abitanti, ubicato nel distretto di Sibiu, nella regione storica della Transilvania.
Il principale monumento del comune è la cittadella fortificata, nata attorno ad una chiesa in stile romanico costruita nella seconda metà del XIII secolo.

La chiesa, a tre navate, fu ampiamente rimaneggiata tra il 1480 ed il 1495, con l'aggiunta di due altari al termine delle navate laterali, uno dei quali venne poi sostituito da una sacrestia. La navata centrale venne inoltre coperta con una volta a nervature sostenuta da sei pilastri ottagonali. Tra la fine del XV e l'inizio del XVI secolo vennero costruite le fortificazioni, costituite soprattutto da due anelli concentrici di mura con cinque torri, delle quali una è andata perduta a causa di un'alluvione.

## Immagini della cittadella

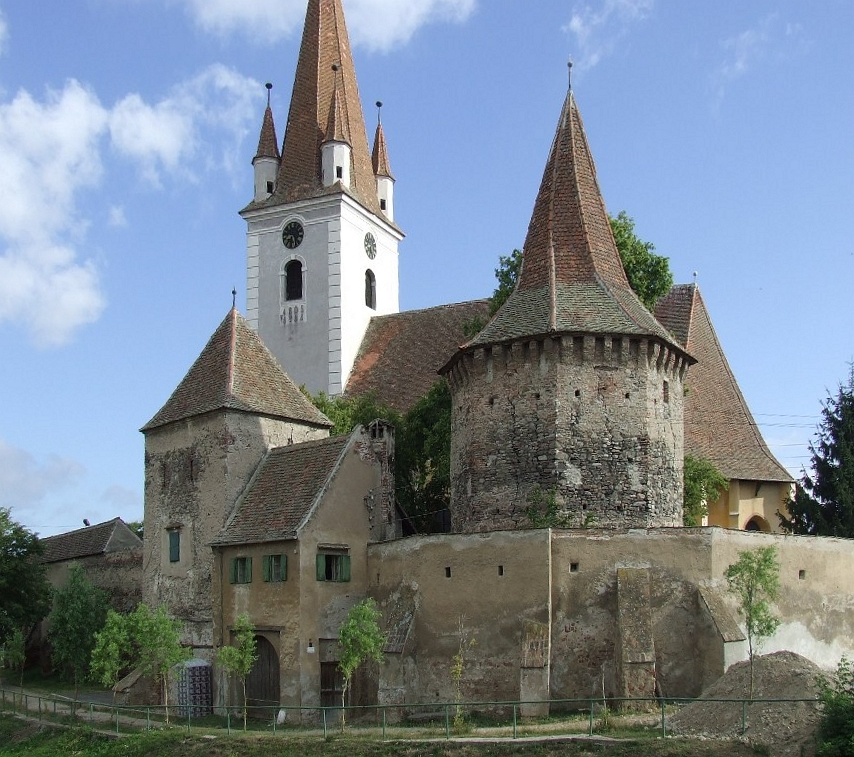
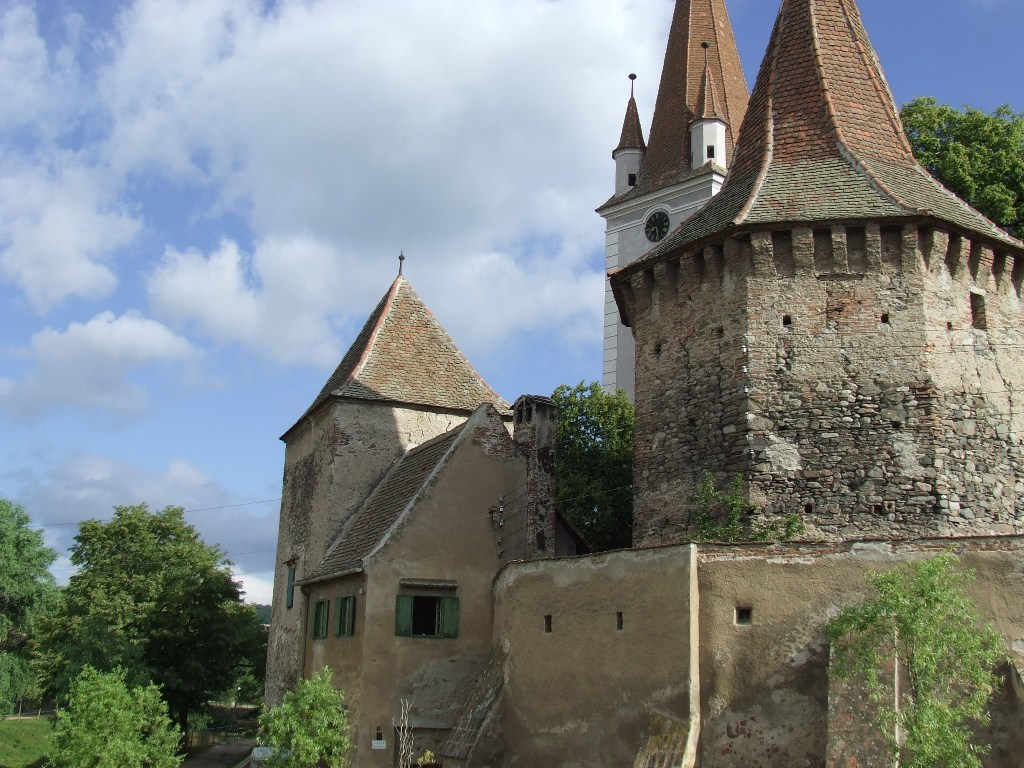
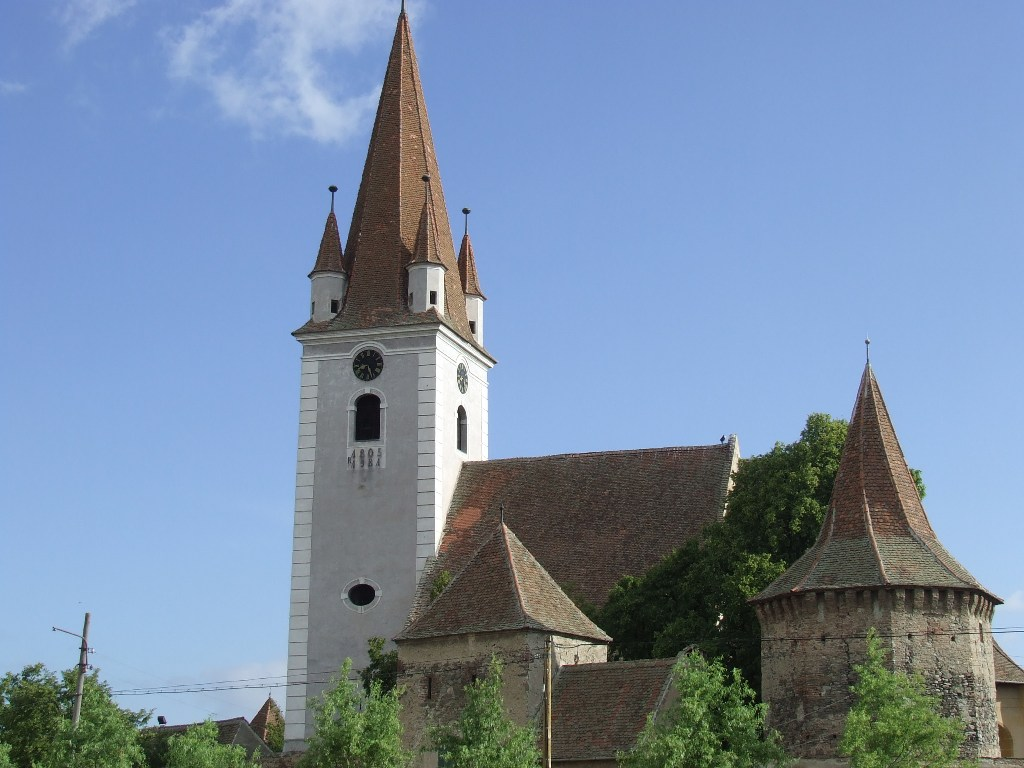

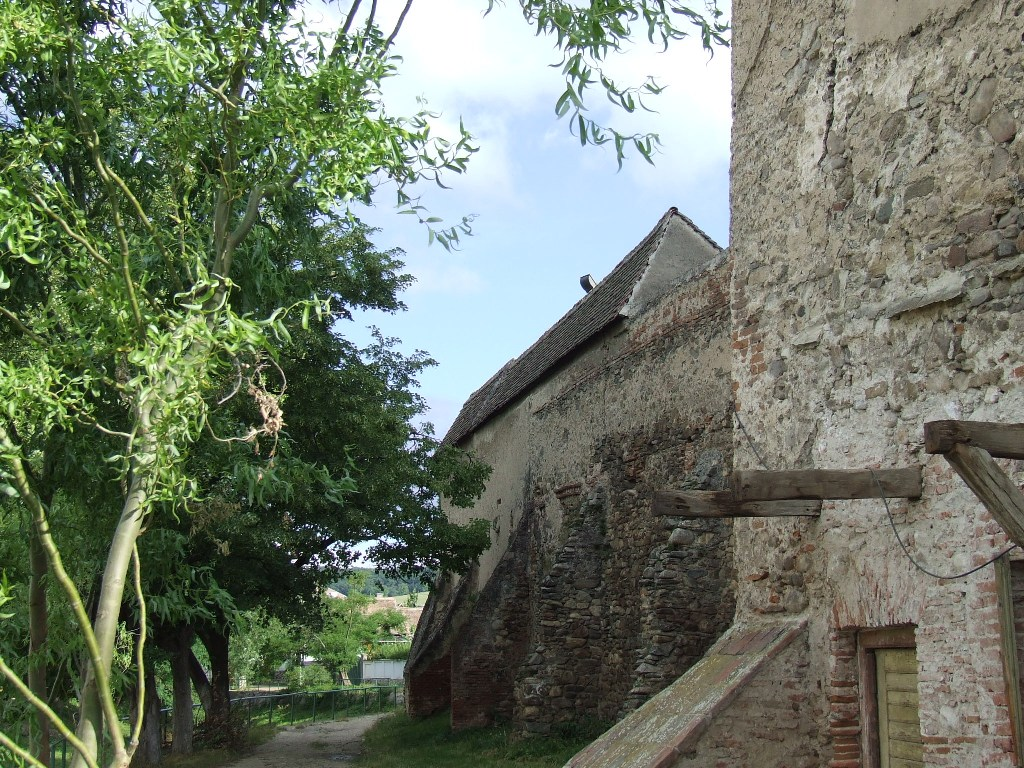
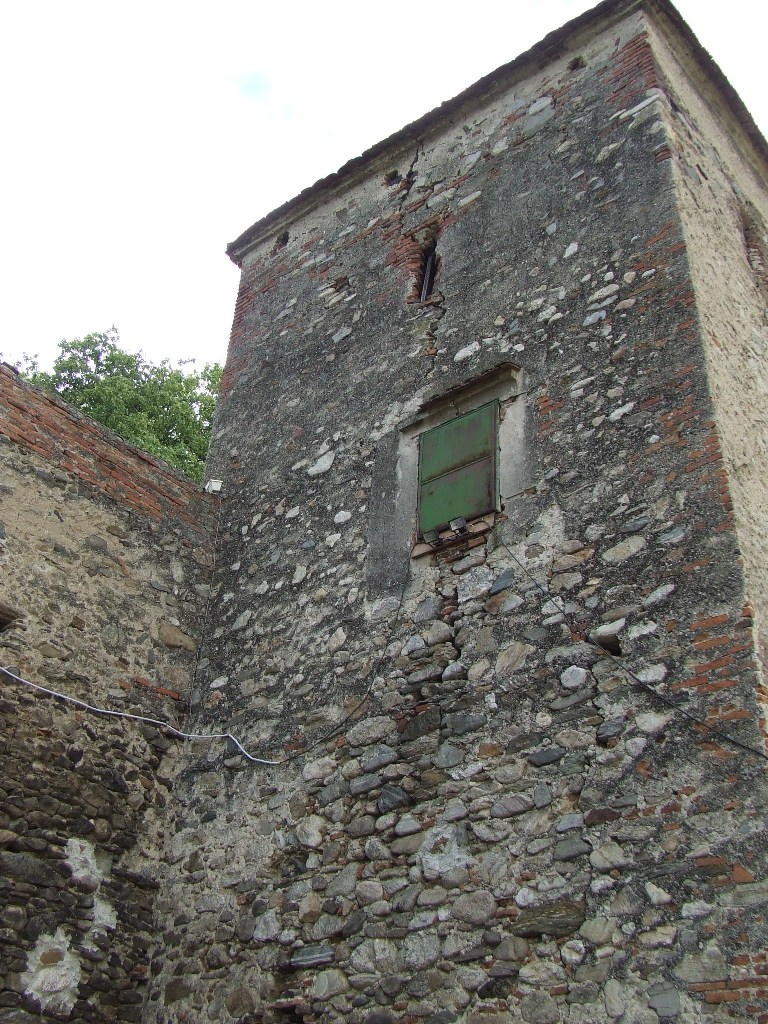
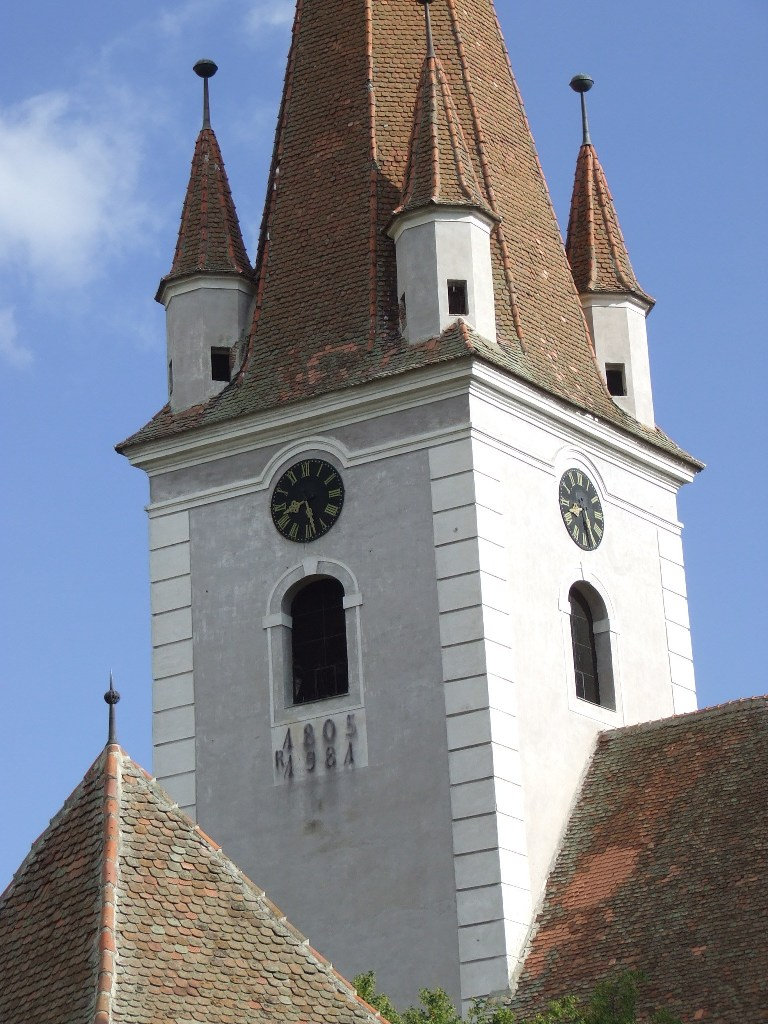